# Falukorv

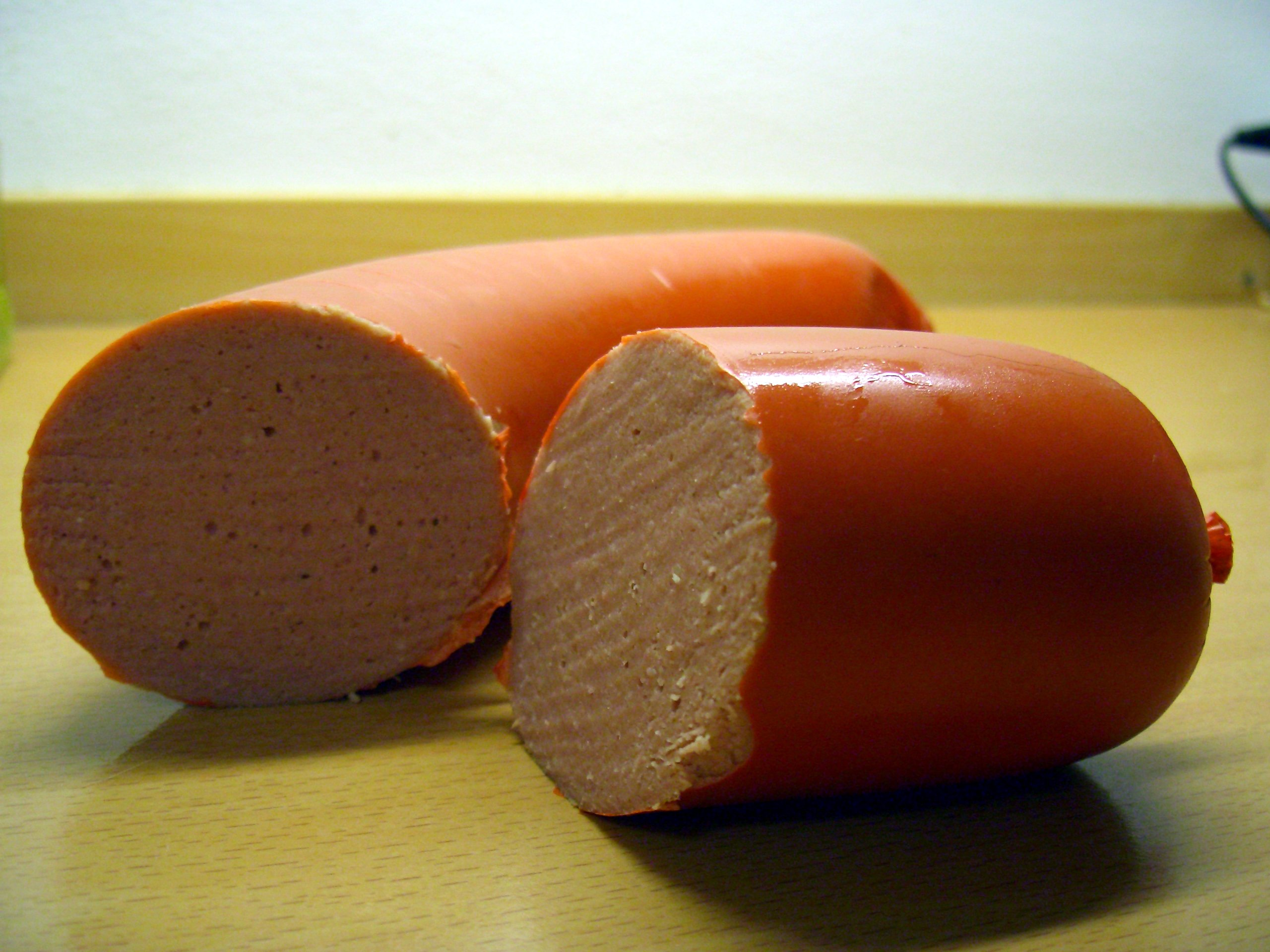
Falukorv

Falukorv (von schwedisch korv „Wurst“) ist eine schwedische markengeschützte Wurst. 
Gemäß Überlieferung kommt sie aus Falun, das im 16. und 17. Jahrhundert eine größere Anzahl deutscher Bergleute im damals größten schwedischen Bergwerk beschäftigte. Da zu dieser Zeit Stahlseile im Bergbau noch keine Verwendung fanden, wurden Lederriemen aus Ochsenhaut für die Aufzugskörbe, in denen das Erz an die Oberfläche befördert wurde, genutzt. Für die Herstellung eines 150 m langen Seils mussten ca. 200 Ochsen geschlachtet werden. Die aus Deutschland stammenden Arbeiter kamen auf die Idee, das ganze Fleisch zu Wurst zu verarbeiten, die dann nach Stockholm verkauft wurde. Der Name Falukorv ist seit 1830 belegt.

## Falukorv in der schwedischen Küche
Falukorv isst man traditionell in dicke Scheiben geschnitten und gebraten, dazu passen entweder Makkaroni oder Kartoffelbrei. Roh und in Scheiben wird die Wurst auch als Aufschnitt auf Brot gereicht. Eine dritte gewöhnliche Weise, die Wurst zu essen, ist als „Korv Stroganoff“, ein Gericht mit Falukorvscheiben, Zwiebeln und Tomatensauce, der vom Bœuf Stroganoff inspiriert worden ist.
Die weiche Konsistenz von Falukorv erinnert an Leberkäse. In schwedischen Familien mit Kindern kommen Gerichte mit dem Bestandteil Falukorv regelmäßig auf den Tisch. 
Der schwedische Schriftsteller Hans Alfredson hat ihr mit dem Lied Jag vill ha blommig falukorv till lunch, mamma! („Ich möchte geblümte Faluwurst zu Mittag, Mama!“) ein musikalisches Denkmal gesetzt.